# 미니-STX
미니-STX(Mini-STX, mSTX, Mini Socket Technology EXtended, 원래 명칭: "인텔 5x5")는 2015년 인텔이 출시한 (원래는 "인텔 5x5") 메인보드 폼 팩터이다.
이 메인보드는 147mm x 140mm (5.8인치 x 5.5인치)로 "4x4" NUC (102x102mm / 4.01인치 x 4.01인치) 및 나노 ITX (120x120mm / 4.7인치 x 4.7인치) 보드보다 크지만, 더 흔한 미니 ITX (170x170mm / 6.7인치 x 6.7인치) 보드보다는 현저히 작다. 정사각형 모양을 사용하는 이 표준들과는 달리, 미니-STX 폼 팩터는 앞뒤로 7mm 더 길어 약간 직사각형이다.

## Mini-STX 설계 요소
미니-STX 설계는 다음을 지원할 것을 제안한다(필수는 아님).
- 소켓형 프로세서 (예: LGA 또는 PGA CPU)
- 온보드 전력 조절 회로, 직접 DC 전원 입력 가능
- 메인보드 앞면과 뒷면에 내장된 IO 포트 (NUC와 유사하지만, 인클로저에 내장된 포트 연결에 종종 헤더를 사용하는 일반적인 메인보드와는 다름)

## 제조업체별 채택
이 메인보드 폼 팩터는 소비자용 PC 제조업체에서 아직 특별히 흔하게 사용되지는 않지만, 몇 가지 제품이 있다:
- 애즈락은 DeskMini 키트 (미니-STX 보드 사용)와 독립형 메인보드를 모두 제공한다.
- 에이수스는 VivoMini 키트 (미니-STX 보드 사용)와 독립형 메인보드를 제공한다.
- 기가바이트는 몇 가지 메인보드를 제공한다.
- 산업용 PC 공급업체 (예: 콘트론, 이에시, 애즈락 인더스트리얼)도 미니-STX 장비에 대한 몇 가지 옵션을 제공한다.

## 파생 모델
애즈락은 자사의 'DeskMini GTX/RX' 소형 폼 팩터 PC 및 산업용 메인보드를 위해 미니-STX의 파생 모델인 마이크로-STX를 개발했다.
마이크로-STX는 MXM 슬롯을 추가하여 그래픽 또는 기계 학습 가속기를 포함한 특수 PCI 익스프레스 확장 카드를 사용할 수 있게 하지만, 보드 너비를 2인치 늘려 147 x 188 mm (5.8인치 x 7.4인치)가 된다.